# De val van Brek Zarith
De Val van Brek Zarith is het zesde stripalbum uit de Thorgal-reeks en behoort samen met "De zwarte galei" en "De schaduwen voorbij" tot de cyclus van "Brek Zarith".
Het verhaal verscheen voor het eerst in 1983 in het stripblad Tintin/Kuifje Het werd als album voor het eerst uitgegeven bij Le Lombard in 1984. Het album is getekend door Grzegorz Rosiński met scenario van Jean Van Hamme.

## Het verhaal
Aaricia wordt gevangen gehouden door Shardar, de koning van Brek Zarith die zijn macht wil vergroten. Hij wordt echter omringd door vijanden, en wil deze uitschakelen met behulp van de bijzondere krachten van Jolan, het in gevangenschap geboren zoontje van Aaricia, en Helgith een toegewijde tovenaar die boze krachten hanteert. 
Onafhankelijk van elkaar trachten de Vikingen van het Noorden, Galathorn, en Thorgal het kasteel binnen te dringen. Van de veertig drakkars die naar de vesting koers zetten heeft hij echter minder te duchten dan van Thorgal. Het kasteel van de koning valt zonder slag of stoot in hun handen. Jorund, de aanvoerder van de Vikingen wordt door Shardar in de val gelokt en verongelukt, waarna deze met Aaricia en Jolan probeert te vluchten. Door het optreden van Thorgal mislukt het plan van Shardar, en wordt de boosaardige heerser ten val gebracht.     